# لغة استعلام

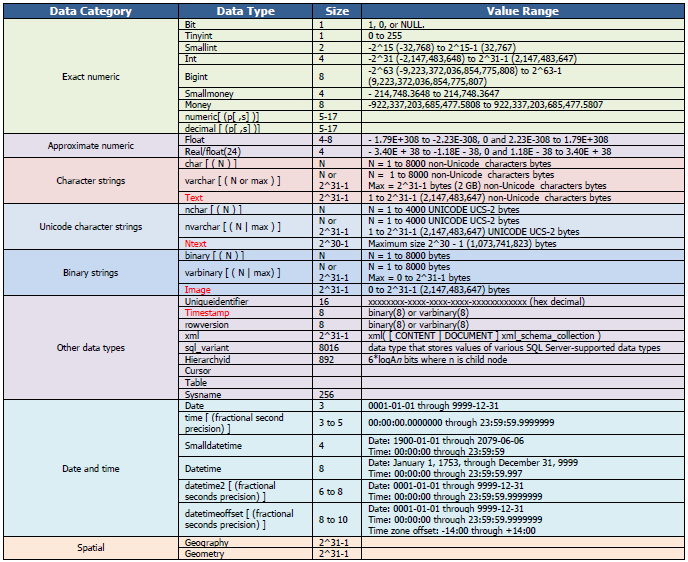

لغة الاستعلام أو لغة الاستفسار (بالإنجليزية: Query language)‏ هي لغة برمجة لطلب معلومات والاستعلام من  قاعدة البيانات  أو نظم المعلومات. يتم ضبط لغة الاستعلام على حسب هيكل البيانات المستعلم عنها.

## أمثلة
- ٍَ لغة الاستعلام البنوية إس كيو إل
- دي إم إكس  [لغات أخرى]‏ وهي لغة للتنقيب البيانات
- سباركل
- إكس كويري
- برولوغ
- إكس كويري لبيانات XML
- إكس باث XPath لتصفح DOM.